# Edmond-Émile Lindauer
Edmond-Émile Lindauer, né le 30 juillet 1869 à Paris et mort le 2 mars 1942 à Garches, est un médailleur français.

## Biographie
D'origine alsacienne, Edmond-Émile Lindauer naît le 30 juillet 1869 dans le 12e arrondissement de Paris.
Il apprend très jeune la gravure sur acier, la ciselure et la taille-douce chez un maître-orfèvre, Albert Keltz, installé rue Réaumur. Il est l’élève, le soir, du sculpteur Jacques Perrin,. Médailleur et aussi sculpteur, il fabriquait lui-même ses outillages. Sa première commande monétaire est passée par le gouvernement de Perse directement à Keltz, il s'agit d'une pièce en or de 10 tomans, représentant au droit Muzaffar al-Din Shah.
Retenu parmi neuf projets concurrents par la Monnaie de Paris, il est l'auteur, entre autres, des fameuses pièces françaises trouées dites « type Lindauer » émises entre 1914 et 1946, mais aussi de la 5 francs Maroc type 1929, ainsi que d'un modèle de piastre en 1930 pour l'Indochine française et de nombreuses médailles honorifiques parmi lesquelles la Croix de guerre (1914-1918).
À compter de 1922 et jusqu'en 1927, il travaille pour l'unique atelier monétaire privé français, la Société française de monnayage, situé à Poissy. Parmi ses autres clients, Mellerio dits Meller, les Parfums Coty, la Maison Agry... 
En 1938, il déménage à Garches, où il possède une maison avec un atelier.
Il meurt le 2 mars 1942 en son domicile à Garches, et, est inhumé au Cimetière du Père-Lachaise (89e division).
Lindauer se maria deux fois : sa première épouse lui donne un fils qui meurt au front ; elle décède en 1918. Sa seconde épouse, Marcelle Chevalier, lui donne un nouveau fils, Henri, né en 1927. 
Son atelier, resté intact, est vendu en octobre 2019 par ses descendants. Une exposition fut organisée en décembre suivant à la galerie Guillet (Paris 9e).

Exemple de travaux signés
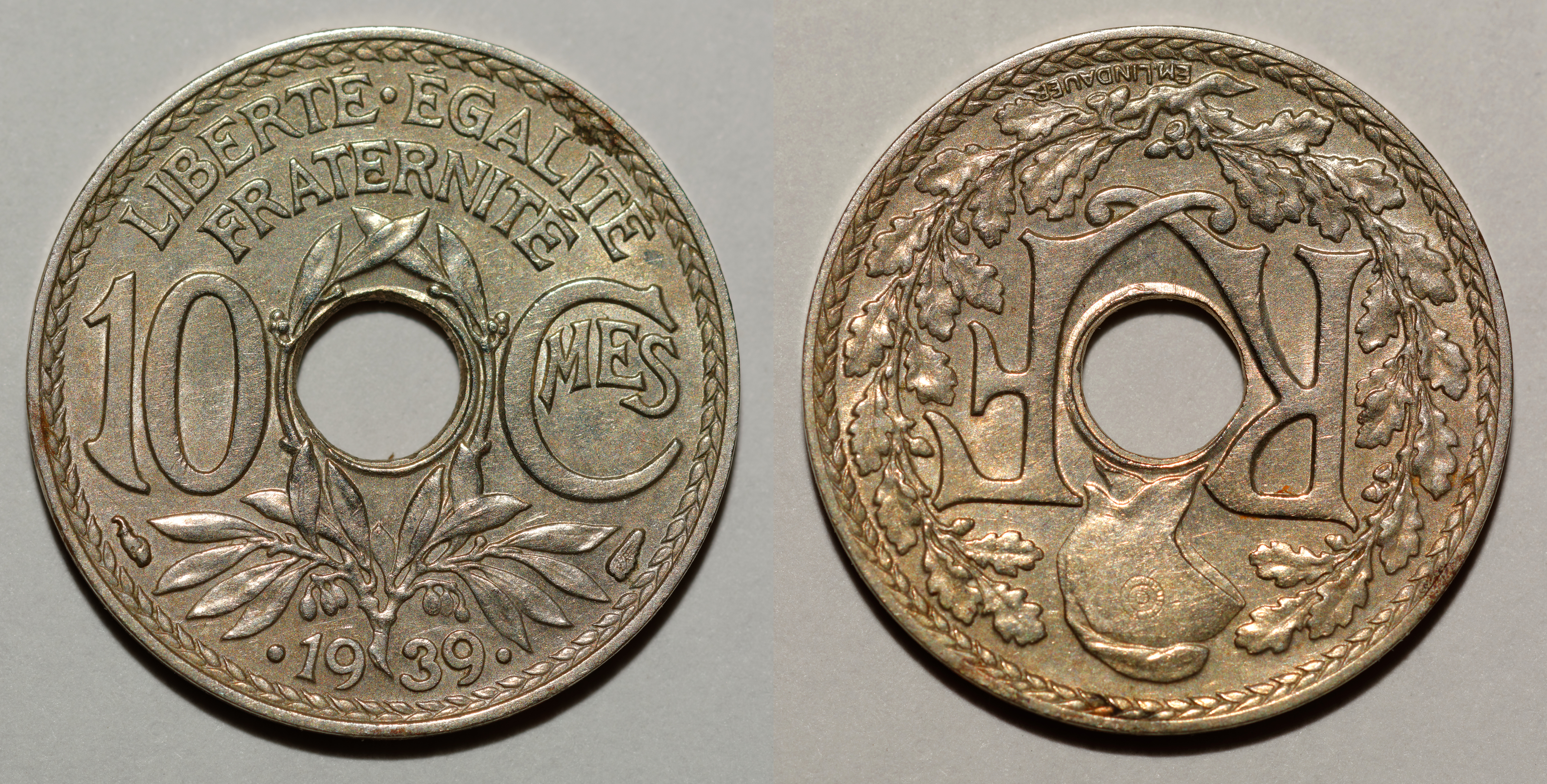
Pièce de 10 centimes française (maillechort, 1939, revers et avers)
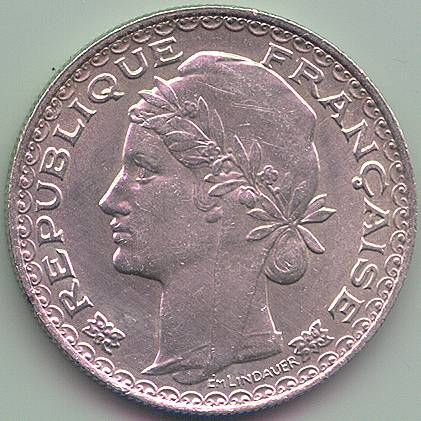
Pièce d'une piastre Indochine française (argent, 1931, avers)
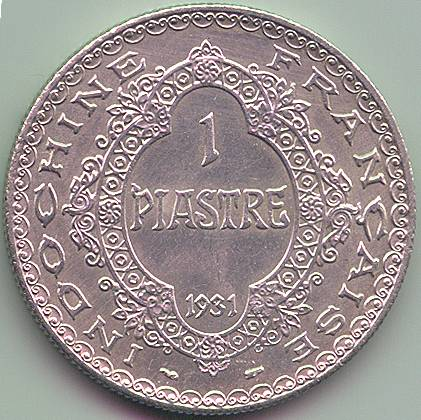
Pièce d'une piastre Indochine française (argent, 1931, revers)